# Rue Míšeňská
La  rue Míšeňská est une voie de Prague, située dans le quartier historique de Mala Strana. Les experts la considèrent comme la rue baroque la mieux conservée de Prague.

## Origine du nom
Elle a été nommée d'après le quartier historique de Meissen, d'où sont nés au XVIIIe siècle des étudiants allemands vivant dans la maison du séminaire de Lužický. 

## Historique
L'importance de la rue était donnée par la proximité de la cour de l'évêque et du pont Charles. Au XVIIIe siècle, elle faisait partie de l’ancien itinéraire menant à Vysoký. Les noms de la rue ont changé au fil du temps :
- à l'origine "rue Nouvelle" ou "rue Saint Joseph"
- la partie ouest près de la place Dražické náměstí - ancien nom "Uhelniště"
- depuis 1870 - toute la rue porte le nom de Misenska.

## Bâtiments remarquables et lieux de mémoire
- No 2 maison de ville Thunovsky (maison de Thoune), monument culturel de la République tchèque depuis 1958[3].
- magasin de vin Vinograf Míšeňská - No 8 [4]
- Maison Renaissance U Tří ostrých ("Aux Trois Autruches") - No 9 [5]
- Café Kafíčko Míšeňská - No 10 [6]
- La section locale du bowling blanc - No 12 [7]

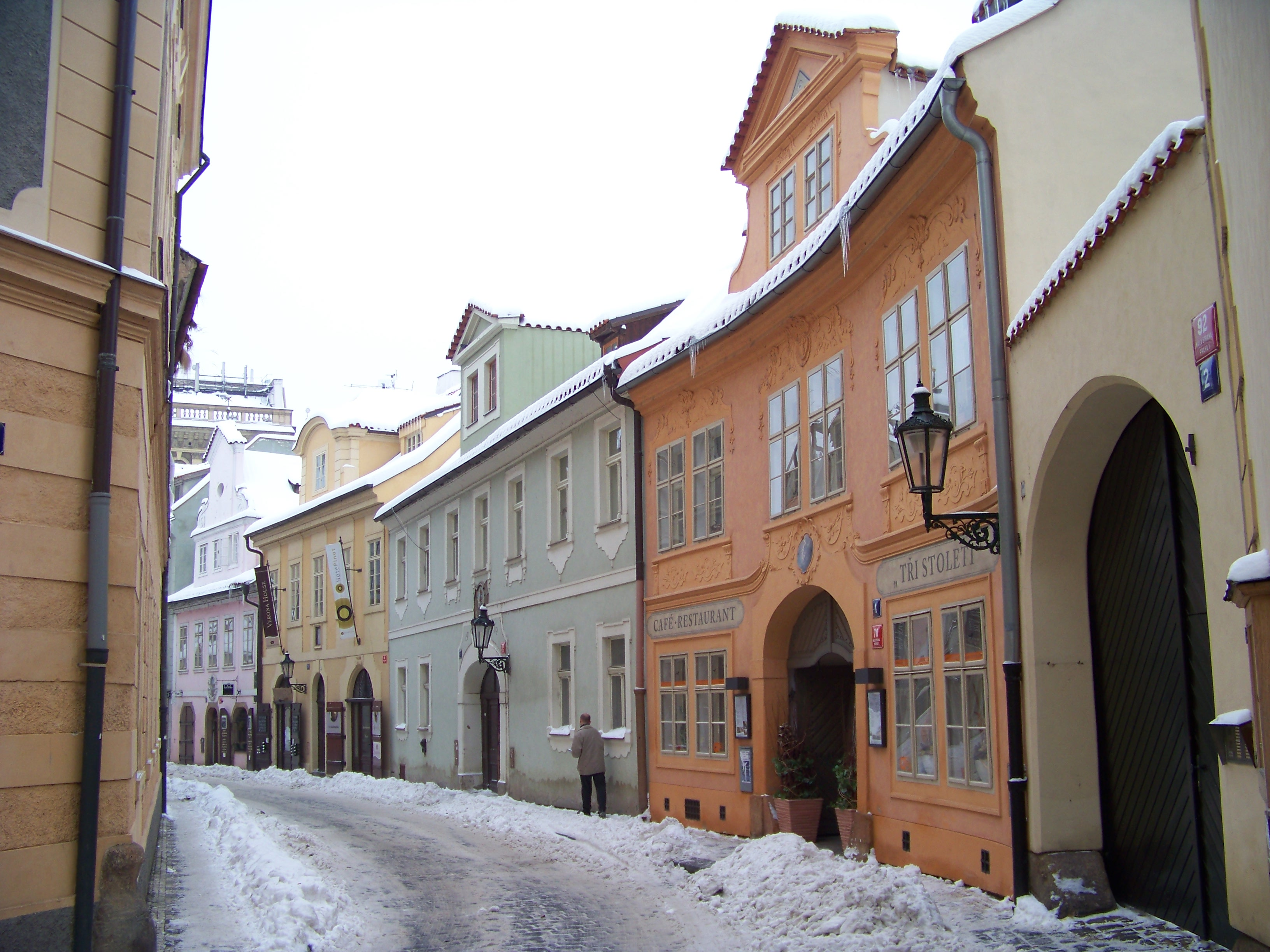
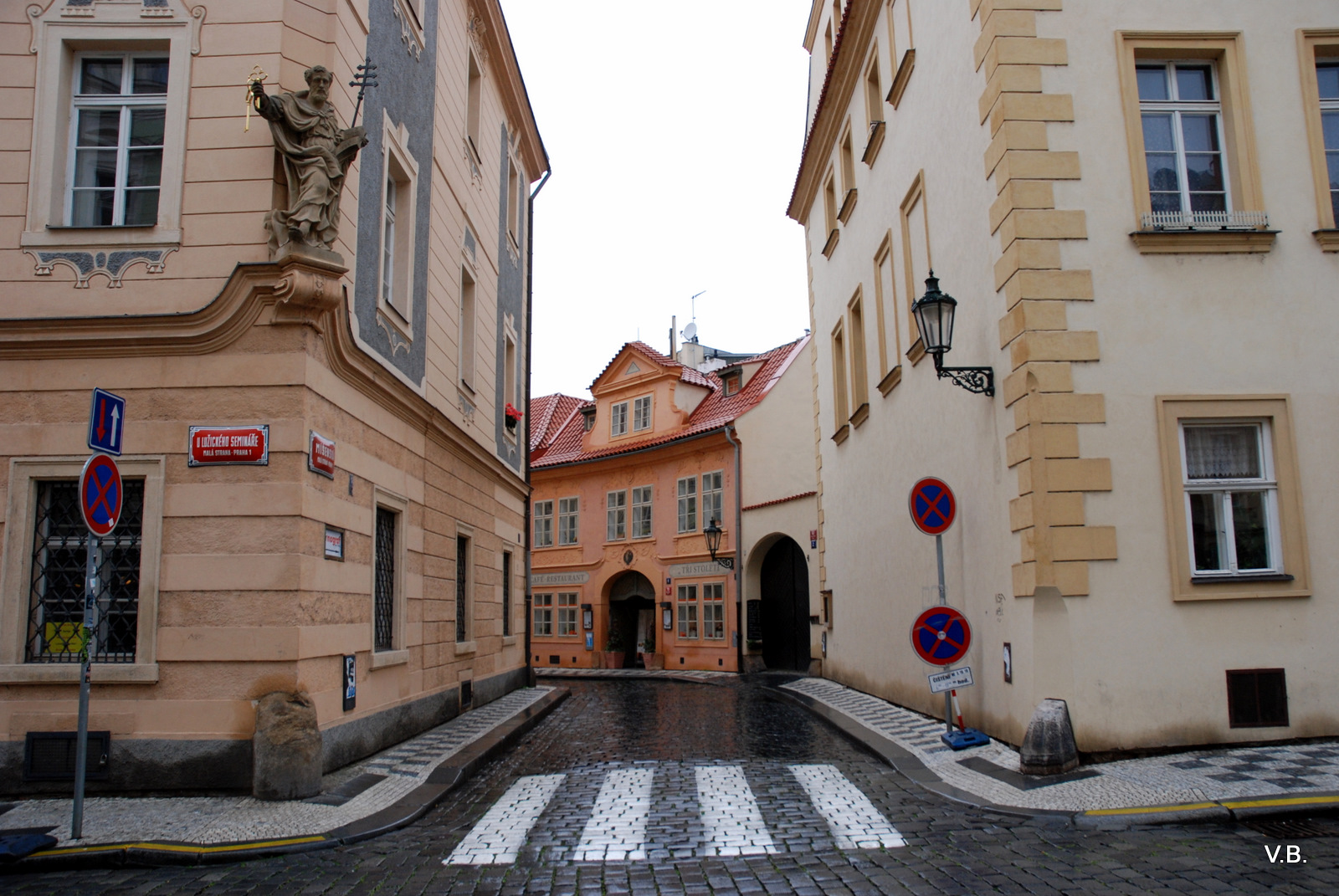
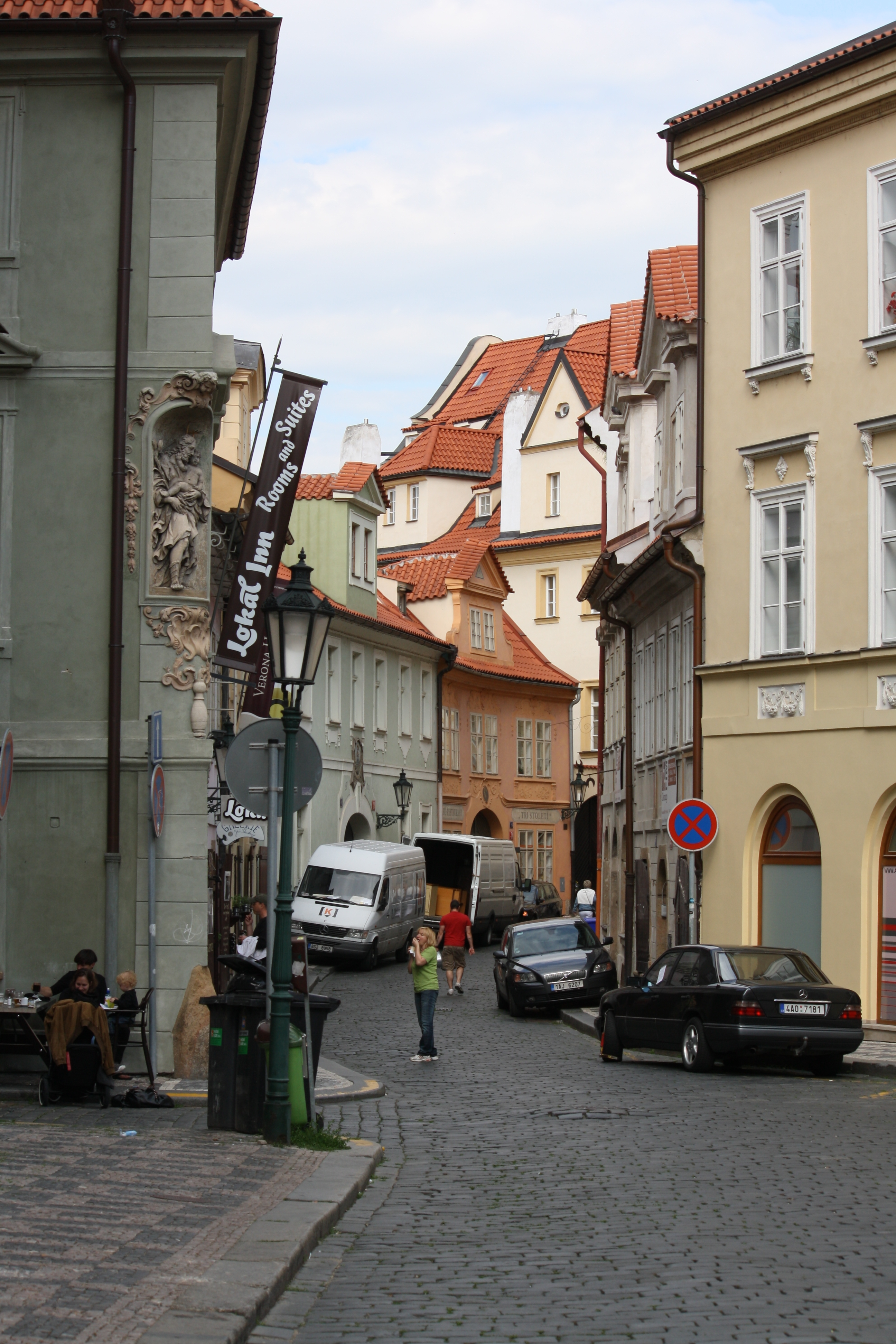
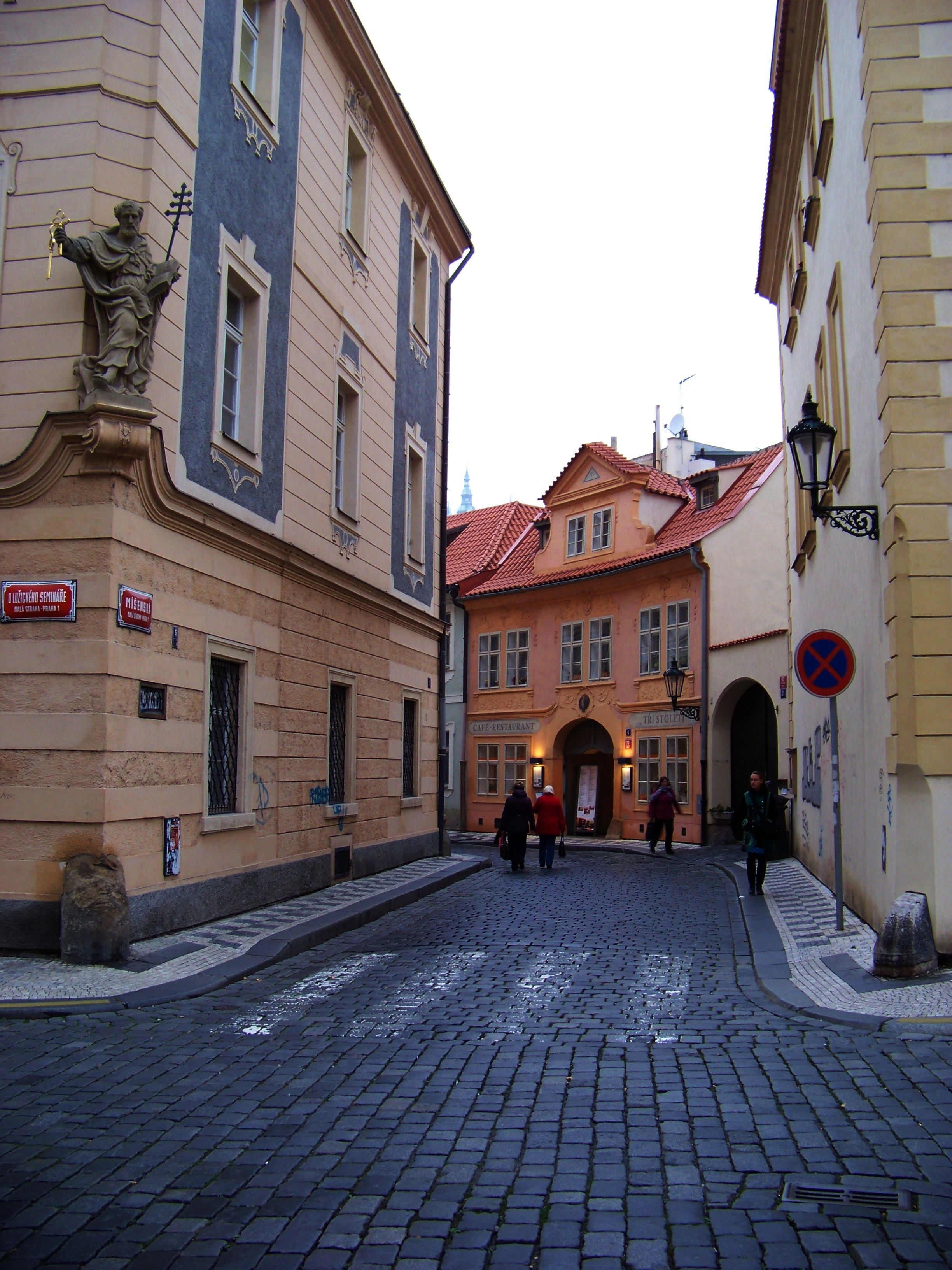
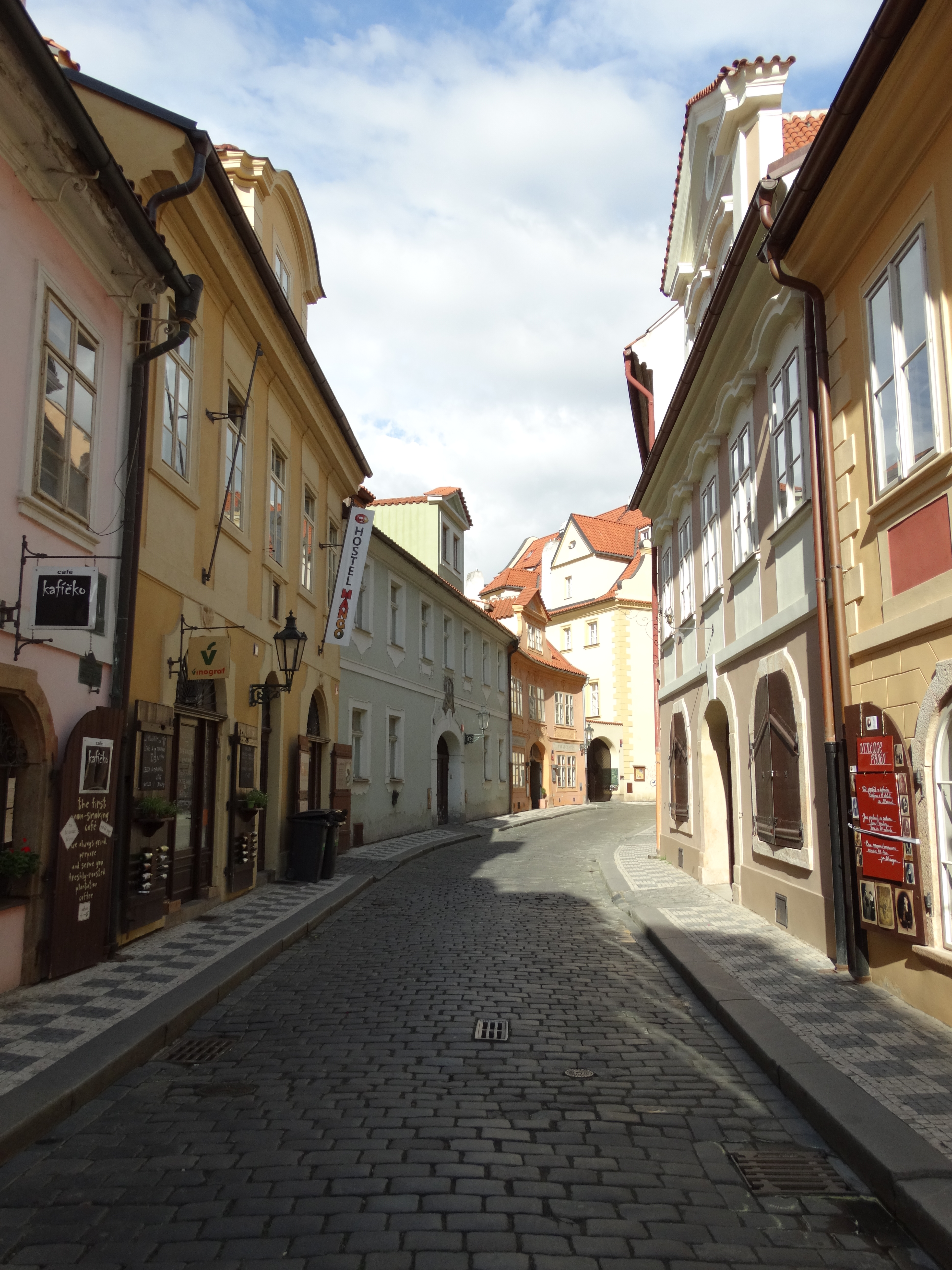

- Café Club Míšeňská - No 3